# Leucochimona vallona
Leucochimona vallona är en fjärilsart som beskrevs av Jean Baptiste Godart 1819. Leucochimona vallona ingår i släktet Leucochimona och familjen Riodinidae. Inga underarter finns listade i Catalogue of Life.